# Eleição para prefeito de São Francisco em 2007
A eleição para prefeito de São Francisco em 2007 foi realizada em 6 de novembro de 2007. Os eleitores elegeram o prefeito de São Francisco e várias autoridades locais. O prefeito Gavin Newsom foi reeleito, derrotando outros 11 candidatos.
Além de Newsom, outros candidatos com chances de vitória disputaram a eleição, entre eles Josh Wolf, um jornalista que foi preso por se recusar a depor e entregar provas para um júri federal. Outro candidato, "Chicken" John Rinaldi, qualificados pelo financiamento público de campanhas, mas entrou em dificuldades processuais com a Comissão Eleitoral de São Francisco.
Foi a primeira eleição para prefeito em São Francisco que foi utilizado o sistema instant-runoff voting, também conhecida como classificação de escolha de voto, de modo que não haveria necessidade de um segundo turno. O resultado da eleição não eram conhecidos por semanas, porque cada voto teve que ser contados várias vezes, devido à rixa entre o Departamento de Eleições de São Francisco e a Secretaria de Estado da Califórnia.